# Vojašnica barona Andreja Čehovina
Vojašnica barona Andreja Čehovina v Postojni je ena najstarejših vojašnic Slovenske vojske, saj so jo zgradili leta 1920 za potrebe Italijanske kopenske vojske.
Po drugi svetovni vojni jo je prevzela JLA, po osamosvojitvi Slovenije pa TO RS, pozneje pa Slovenska vojska.
Danes (2006) se v vojašnici nahaja Šola za podčastnike SV, center za bojno usposabljanje (CBU), enota vojašnice Postojna (EVOJ), 460. artilerijski bataljon SV, 2. četa 17. bataljona vojaške policije, logistična baza, skupina za pridobivanje kadra in poveljstvo osrednjega vadišča Poček.
21. aprila 2006 je bila vojašnica preimenovana iz Vojašnica Postojna v Vojašnica barona Andreja Čehovina.